# 泽家镇
泽家镇，是中华人民共和国湖南省湘西土家族苗族自治州永顺县下辖的一个乡镇级行政单位。

## 行政区划
泽家镇下辖以下地区：
泽家社区、西那社区、干洞村、泥堤村、海洛村、九水村、砂土村、拔古村、南卫村、云扎村、东路村、柏杨村、若西村和猫子塘村。